# Theobald I. z Baru
Theobald I. (okolo 1158? – 13. února 1214) byl barský hrabě od roku 1190 až do své smrti a lucemburský hrabě v letech 1197–1214. Byl synem Reginalda II. z Baru a jeho ženy Anežky ze Champagne. Hrabětem se stal, když zemřel jeho bratr Jindřich při obléhání Akkonu.
Po třetím sňatku se Theobald rozhodl získat zpět državy své manželky Ermesindy (Lucemburské hrabství, Durbuy a La Roche-en-Ardenne) se souhlasem Filipa Švábského. Theobald proto oblehl hrad u Namuru, kde se později odehrálo jednání, na němž se Filip I. Namurský a jeho bratr Balduin vzdali sporných území Lucemburska, Durbuy a Laroche. Později to smlouva z Dinantu, podepsaná 6. července 1199, oficiálně potvrdila.
Během Albigenské křížové výpravy Theobald vytáhl s armádou, aby podpořil Simona IV. z Montfortu v průběhu obléhání Toulouse v červnu 1211.
Po Theobaldově smrti v roce 1214 jeho nejstarší syn Jindřich z druhého manželství zdědil rodové panství v Baru. Theobaldova nejstarší dcera Anežka z prvního manželství se později vdala za Fridricha II. Lotrinského. Jeho statky v Lucembursku přešly k Walramovi III. Limburskému, který se oženil s Theobaldovou vdovou Ermesindou Lucemburskou. Theobald byl pohřben v St. Mihiel.

## Manželství
Theobald se oženil dohromady třikrát. Roku 1176 si vzal Laurette z Loonu, dceru Ludvíka I. z Loonu a Anežky z Met. Spolu měli jednu dceru. Podruhé se kolem roku 1189 oženil s Ermesindou z Bar-sur-Seine, dcerou Guye II. z Briennu a Petronille de Chacenay. Spolu měli jednoho syna a jednu dceru. Theobald a Ermesinda se však někdy okolo roku 1195 rozvedli. Proto si v roce 1197 Theobald vzal Ermesindu Lucemburskou, dceru Jindřicha IV. Lucemburského a Anežky z Geldern. Zplodili celkem dva syny a tři dcery.

## Potomci
Potomci z prvního manželství s Laurette z Loonu:
- Anežka z Baru (okolo 1177 – 19. června 1226) ∞ Fridrich II. Lotrinský

Děti z druhého manželství s Ermesindou z Bar-sur-Seine:
- Anežka II. z Baru († 1225) ∞ Hugues, šlechtic ze Chatillonu[7]
- Jindřich II. z Baru (1190 – 13. listopadu 1239)[6] ∞ Filipa z Dreux
- Markéta z Baru (kolem 1192 – po 1259) ∞ Jindřich ze Salmu, šlechtic z Viviers.

Potomstvo z třetího manželství s Ermesindou Lucemburskou:
- Markéta II. z Baru († červenec 1270) ∞ Hugues III., hrabě z Vaudémont, podruhé s Jindřichem z Dampierre
- Alžběta z Baru († mezi 14. duben – 1. srpen 1262)
- Jindřich z Baru, pán Briey, Arrancy a Marville († 1214)
- Renaud z Baru († únor 1214)
- neznámá dcera († před únorem 1214)